# Mahamat Saleh Adoum Djerou
 (février 2019).
Si vous disposez d'ouvrages ou d'articles de référence ou si vous connaissez des sites web de qualité traitant du thème abordé ici, merci de compléter l'article en donnant les références utiles à sa vérifiabilité et en les liant à la section « Notes et références ».
 (novembre 2020).
Mahamat Saleh Adoum Djerou, née le 3 mars 1952 à Iriba à l'Est du Tchad et mort le 25 janvier 2019 à Paris, est un homme politique tchadien, l'un des fondateurs du Mouvement patriotique du Salut (MPS).

## Biographie
Mahamat Saleh est née le 3 mars 1952 à Iriba à l'Est du Tchad. En 1972 - 1976, il obtient une bourse d’étude en France, à l’école française des Attachés de presse, section de Lyon. Après avoir fini ses études supérieures, il revient au pays dans lequel il occupe plusieurs postes de responsabilité au sein des grandes institutions de la République.
En décembre 1976, il commence sa carrière en tant qu'attaché de presse à la présidence de la République du Tchad, puis nommé directeur de cabinet au ministère de l’éducation nationale dans les années 1979 à 1980.
De 2002 jusqu'au 2004, il assume la fonction du ministre du commerce, de l’Industrie et de l’Artisanat.
En 2007, il est élevé au rang d’ambassadeur de la République du Tchad.
Depuis 2009, Mahamat Saleh Adoum  est l’ambassadeur, délégué permanent du Tchad auprès de l’Unesco. Il a été décoré[Quoi ?] à titre posthume par le chef de l’Etat, Idriss Deby Itno.
Marié, Mahamat Saleh est père de 13 enfants[réf. nécessaire].
Il était ambassadeur extraordinaire et plénipotentiaire, délégué  permanent du Tchad auprès de l'UNESCO jusqu'à sa mort en janvier 2019.
Il est également le promoteur de site touristique Lacs d'Ounianga au patrimoine mondial de l’organisation des Nations unies pour l’éducation, la science et la culture (UNESCO).